# Burch Lake
Der Burch Lake ist ein kleiner, ovaler, 450 m langer und 150 m breiter See an der Ingrid-Christensen-Küste des ostantarktischen Prinzessin-Elisabeth-Lands. In den Vestfoldbergen liegt er nördlich der Taynaya Bay.
Das Antarctic Names Committee of Australia benannte ihn 1991 nach Michael D. Burch, der 1979 auf der Davis-Station tätig war und Untersuchungen des Phytoplankton im Ace Lake und anderen Seen der Vestfoldberge durchgeführt hatte.